# Судірман (футболіст)
Судірман (індонез. Sudirman, нар. 24 квітня 1969, Суракарта) — індонезійський футболіст, що грав на позиції захисника, зокрема за національну збірну Індонезії.

## Клубна кар'єра
На клубному рівні грав за «Арсето Соло».

## Виступи за збірну
1991 року дебютував в офіційних матчах у складі національної збірної Індонезії.
У складі збірної був учасником кубка Азії 1996 року в ОАЕ.
Загалом протягом кар'єри в національній команді, яка тривала 7 років, провів у її формі 30 матчів, забивши 3 голи.